# Jacqueline du Pré
Jacqueline Mary du Pré, OBE (Oxford, 26 de janeiro de 1945 – Londres, 19 de outubro de 1987) foi uma violoncelista britânica, conhecida como uma das maiores intérpretes do violoncelo. Ela é particularmente associada com o Concerto para Violoncelo de Elgar. Sua carreira foi curta por causa da esclerose múltipla, que a forçou deixar os palcos aos vinte e oito anos de idade.

## Biografia

### Primeiros anos
Jacqueline du Pré nasceu em Oxford, Inglaterra e foi a segunda filha de Derek e Iris du Pré. Derek era nascido em Jersey (Ilhas do Canal ou Ilhas Anglo-Normandas), onde sua família se estabelecera por várias gerações. Depois de trabalhar como contador do Lloyds Bank em Saint Helier e em Londres, tornou-se editor da revista The Accountant. Iris era uma talentosa pianista, concertista e professora, tendo lecionado na Royal Academy of Music.
Jacqueline começou a ter aulas com sua mãe, que compunha pequenas peças, com ilustrações, para sua filha. Aos cinco anos, a menina começa a estudar na Escola de Violoncelo de Londres e vence um concurso de música, tocando com sua irmã, a flautista Hilary du Pré. Sua primeira professora foi Alison Dalrymple. Posteriormente, Jacqueline transfere-se para a Croydon High School. Seu professor, entre os anos de 1955 e 1961, foi o célebre violoncelista William Pleeth. Em 1960, Jacqueline participa de uma masterclass com Pablo Casals em Zermatt.

### Carreira
Em março de 1961, aos dezesseis anos, faz sua estréia formal no Wigmore Hall, em Londres, acompanhada por Ernest Lush. Em 21 de março de 1962, faz seu concerto de estreia no Royal Festival Hall, tocando o Concerto para Violoncelo em mi menor, Op. 85, de Elgar, com a Orquestra Sinfônica da BBC, sob a regência de Rudolf Schwarz. Depois de se apresentar em Paris, realiza seis meses de estudos no Conservatório de Paris, com Paul Tortelier. Apresentou-se no Proms em 1963 tocando o mesmo concerto com o Sir Malcolm Sargent. Ela apresentou tão bem o concerto que retornou três anos depois para apresentar o mesmo trabalho. Du Pré tornou-se a favorita no Proms, aparecendo lá até o ano de 1969. Em 1965, aos vinte anos, ela gravou o concerto de Elgar pela EMI, apresentando-se ao lado da Orquestra Sinfônica de Londres e Sir John Barbirolli, o que lhe trouxe reconhecimento internacional. Du Pré também apresentou o mesmo concerto com a Orquestra Sinfônica da BBC, sob a regência de Antal Doráti, na sua estréia nos Estados Unidos, realizada no Carnegie Hall, em 14 de maio de 1965.
Em 1966, vai para a Rússia, a fim de estudar sob a orientação de Mstislav Rostropovich. Este acabou ficando tão impressionado com sua aluna que, no final da tutoria, declarou ser ela a única violoncelista da nova geração que poderia igualá-lo ou superá-lo.
Du Pré apresentou-se com grandes orquestras, incluindo a Filarmônica de Berlim, Orquestra Sinfônica de Londres, Filarmônica de Londres, Nova Philharmonia, Orquestra Sinfônica da BBC, Filarmônica de Nova Iorque, Orquestra da Filadélfia, Filarmônica de Israel e a Orquestra Filarmônica de Los Angeles. Ela apresentava-se regularmente com renomados maestros, como Sir John Barbirolli, Sir Adrian Boult, Daniel Barenboim, Zubin Mehta e Leonard Bernstein.
A artista usava dois violoncelos Stradivarius: o instrumento de 1673 (atualmente chamado de Stradivarius du Pré) e o de 1712, denominado Stradivarius Davidov, em alusão ao seu antigo proprietário, o grande celista russo Karl Davydov (1838 – 1889). Ambos os instrumentos foram presentes de sua avó materna Ismena Holland. Ela apresentou-se com o Stradivarius de 1673 no período de 1961 a 1964, quando ganhou o Stradivarius Davidov. De 1969 até 1970, tocou um violoncelo Francesco Goffriller e, a partir de 1970, um instrumento moderno, do luthier italiano Sergio Peresson (1913 – 1991).
Sua relação com os músicos Yehudi Menuhin, Itzhak Perlman, Zubin Mehta e Pinchas Zukerman e o casamento com Daniel Barenboim resultraram em memoráveis performances de música de câmara. A performance de 1969 do Quinteto com piano (A truta) de Schubert, no Queen Elizabeth Hall de Londres, foi a base do filme The Trout de Christopher Nupen.

### Vida Pessoal
Jacqueline du Pré conheceu o pianista e maestro Daniel Barenboim no dia de Ano Novo de 1966. Logo após o término da Guerra dos Seis Dias, ela cancelou todas as suas apresentações, e eles voaram para Jerusalém. Ela converteu-se ao judaísmo, e eles casaram-se no dia 15 de junho de 1967, no Muro das Lamentações. O casamento trouxe uma das mais frutíferas relações na música.
Em 1971, Jacqueline du Pré começou um irreversível declínio, com a perda de sensibilidade nos dedos e outras partes de seu corpo. Ela foi diagnosticada com esclerose múltipla, em outubro de 1973.
Seu último álbum compõe-se de sonatas de Chopin e Franck, gravadas em dezembro de 1971. Em janeiro de 1973, ela retomou seus concertos e fez uma turnê pela América do Norte. Seu último concerto em Londres aconteceu em fevereiro de 1973, com a Orquestra Nova Philharmonia, sob regência de Zubin Mehta. Suas últimas apresentações públicas foram em Nova Iorque, em fevereiro de 1973, tocando o Concerto Duplo de Brahms, com Pinchas Zukerman e a Filarmônica de Nova Iorque, sob a regência de Leonard Bernstein. No entanto, ela tocou em apenas três das quatro récitas previstas, cancelando a última.
No início da década de 1980, seu marido, Daniel Barenboim, iniciou uma relação amorosa com a pianista russa Elena Bashkirova, com quem viria a ter dois filhos, ambos nascidos em Paris: David Arthur (n. 1983) e Michael Barenboim (n. 1985). Ele tentou ocultar esse romance de Jacqueline e acredita ter conseguido. Em 1988, ele e Bashkirova se casaram.
Jacqueline du Pré morreu em Londres, no dia 19 de outubro de 1987, aos quarenta e dois anos.
A Fundação Vuitton leiloou seu Stradivarius Davidov por um milhão de libras, sendo arrematado pelo também violoncelista Yo-Yo Ma. A violoncelista russa Nina Kotova é a atual dona de seu Stradivarius 1673. O cello Peresson, de 1970, foi emprestado por Daniel Barenboim ao violoncelista Kyril Zlotnikov, do Jerusalem Quartet.

## Discografia
- Elgar: Cello Concerto / Sea Pictures / Cockaigne (Na cidade de Londres) Overture. Janet Baker. Orquestra Sinfônica de Londres / Sir John Barbirolli
- Brahms: Cello Sonatas. Daniel Barenboim
- Haydn: Cello Concertos Nos. 1 & 2/ Boccherini: Cello Concerto in B flat (arr. Grützmacher). Orquestra de Câmara Inglesa / Daniel Barenboim. Orquestra Sinfônica de Londres / Sir John Barbirolli

- Beethoven: Piano Trios Opp.1 & 97 / Variations and Allegrettos. Daniel Barenboim, Pinchas Zukerman
- Beethoven: Piano Trio Op.70/Cello Sonatas No 3 & 5. Daniel Barenboim, Pinchas Zukerman (Trio), Stephen Kovacevich (sonatas)
- Jacqueline du Pré - The Early BBC Recordings
- Beethoven: Cello Sonatas. Daniel Barenboim
- Beethoven Cello Sonatas, No. 3 In A, Op. 69, No. 5 in D, Op. 102, No. 2 (Angel 36384)
- Brahms/Chopin/Franck:Cello Sonatas. Daniel Barenboim (EMI 0724358623321)
- Antonín Dvořák: Cello Concerto in B Minor/Schumann: Cello Concerto in A Minor; Orquestra Nova Philharmonia, Orquestra Sinfônica de Chicago / Daniel Barenboim
- The Complete EMI Recordings (17 discos). Various co-performers